# Aïn Soltane, Aïn Defla
Ain Soltane là một đô thị thuộc tỉnh Aïn Defla, Algérie. Dân số thời điểm năm 2002 là 18.541 người.